# Африканские войны Августа
Африканские войны 35 до н. э. — 6 н. э. — военные походы, организованные императором Августом против североафриканских племен гетулов, мусуламиев и гарамантов.

## Первые конфликты
Африканская политика Августа решала несколько задач: колонизация и хозяйственное освоение Северной Африки, организация обороны от набегов берберских племен, стремление взять под контроль караванные пути.
Войны с местными племенами начались в первые же годы после того, как Октавиан устранил из политики Эмилия Лепида и присоединил африканские провинции к своим владениям. Экспедиция Лепида на Сицилию, потребовавшая значительных сил, вероятно, ослабила римскую оборону, чем сразу же воспользовались кочевники-берберы, за победу над которыми Тит Статилий Тавр, принявший управление Африкой, в 34 до н. э. справил триумф.
Луций Автроний Пет, проконсул Африки в 29—28 до н. э., отпраздновал триумф в августе 28 до н. э., но за какие победы, неизвестно.

## Войны с гетулами и мусуламиями
Мавретания после смерти в 33 до н. э. царя Бокха II фактически находилась под римским управлением. Октавиан вывел туда девять римских колоний — шесть на побережье и три — вглубь страны. В 25 до н. э., после аннексии остатков Нумидийского царства, его правитель Юба II был назначен царем Мавретании. Воспитанный сестрой Августа Октавией и женатый на Клеопатре Селене, он превосходно подходил на роль марионеточного правителя клиентского царства.
В состав его владений входила область на юге, населенная кочевыми племенами гетулов. Юба оказался не в состоянии держать в повиновении эти племена, которые, очевидно, вступили в конфликт с римскими колонистами и администрацией. По словам Диона Кассия, гетулы, «недовольные Юбой, не желавшие повиноваться римлянам, восстали против царя, опустошили соседние страны и перебили множество римлян, выступивших против них».
Из-за недостатка сведений сложно определить размеры и характер антиримских выступлений, но предполагается, что набеги берберских племен продолжались около тридцати лет — с 20-х годов I века до н. э. до 5/6 годов н. э., причём римляне вели войну не только с гетулами юга Мавретании и окрестностей Сирта (южный Тунис), но и с многочисленными племенами мусуламиев, обитавших на территории современных Алжира и Туниса к югу от Меджерды.
Римляне усилили оборону региона, разместив там III Августов легион, ставший основой военной группировки в Африке и Нумидии. Постоянный лагерь легиона находился в Тевесте (Тебесса), зимний лагерь в Аммедаре (современная Хайдра).
Наивысшей интенсивности атаки гетулов и мусуламиев достигли на рубеже нашей эры, когда римлянам пришлось вести с ними полномасштабную войну. Проконсул Африки Луций Пассиен Руф удостоился триумфальных отличий за победы над ними в 3—4 годах, однако решительного успеха не добился. Большего результата достиг его преемник Гней Корнелий Лентул Косс, который

подавил активность мусоланов и гетулов, которые кочевали на все более широких просторах, и, стеснив их более узкими пределами, с помощью страха принудил их держаться подальше от римских границ.— Орозий. VI. 21, 18.
За эту победу Лентул Косс получил триумфальные отличия и почетное прозвание «Гетульский» (Gaetulicus). Флор иронизирует над этим, говоря, что прозвище было более громким, чем одержанная победа, поскольку «на юге скорее происходили восстания, чем велась война», однако Дион Кассий пишет, что могущество гетулов все возрастало, пока их не подчинил Косс.
Юба II оказывал римлянам помощь в войне, и также был награждён: сенат подарил ему среди прочего трон и скипетр из слоновой кости, а также золотой венец. Изображение этой атрибутики выбито на монетах, отчеканенных Юбой в XXXI и XXXII годах его царствования (6/7 и 7/8 годы). На других монетах этого же времени он приказал поместить Викторию, держащую пальмовую ветвь и венец. Волнения в Северной Африке прекратились на несколько лет, до начала восстания Такфарината.

## Война с гарамантами
В октябре 21 до н. э. справил триумф Луций Семпроний Атратин, бывший проконсулом Африки в 22—21 до н. э. За что именно, неизвестно; предполагается, что либо за победу над гетулами, либо за действия против гарамантов. Около этого времени Август поручил наместнику Крита и Киренаики Публию Сульпицию Квиринию войну с мармаридами и гарамантами. По словам Флора, за победу в этой войне Квириний мог бы, подобно Коссу, получить титул «Мармарийский», но его успехи были оценены скромнее. Причины войны с гарамантами, чье влияние доходило до Мармарики, неясны, но предполагается, что они могли поддерживать антиримские выступления гетулов и мусуламиев. Поскольку Квириний триумфа не удостоился, очевидно, что больших успехов он не достиг, в отличие от нового проконсула Африки Корнелия Бальба.

## Поход Корнелия Бальба
О целях экспедиции, предпринятой в 20 до н. э. Корнелием Бальбом против гарамантов, высказывались разные мнения, так как основные центры этого народа находились далеко на юге, в Фазании и нагорье Тибести, и рассчитывать на их завоевание было сложно. Учитывая, что гараманты контролировали транссахарские торговые пути, и судя по результатам похода, можно предполагать, что помимо традиционных целей римских проконсулов — грабежа, стремления «далеко распространить страх перед римским именем» и сбора сведений для будущей экспансии — предполагалось овладеть ключевыми пунктами на караванных трассах.
Корнелий Бальб выступил из Сабраты на юг, следуя караванным путём, связывавшим этот город с Ахаггаром. Римляне овладели оазисом племени тидаменсов, где было создано укрепление Цидам (Cydamus, или Cidamus; ныне Гадамес), ставшее самой южной точкой римских владений и контролировавшее перекресток торговых путей. Достигнув владений гарамантов, римляне взяли их столицу Гараму (совр. Джерма) и ещё несколько городов или поселений, список которых приводит Плиний Старший.
Как полагают, обратно римская армия возвращалась другим путём — по-видимому, через вади Зизамет (Cizania) и горы Мисуллата (mons Gyri), после чего прибыла в Лептис-Магну. Поход на гарамантов считался крупным достижением, так как помимо дальности и сложности пути, кочевники засыпали колодцы на пути следования армии. 27 марта 19 до н. э. Корнелий Бальб справил триумф, причём Плиний специально подчеркивает, что это был единственный случай, когда такой чести удостоился иностранец, получивший римское гражданство.